# Valentin Weckerle
Valentin Weckerle (* 10. Mai 1990) ist ein deutscher Handballspieler. Seine Körpergröße beträgt 1,85 m.
Weckerle wurde beim SV Kornwestheim ausgebildet. In der Jugend wurde er in die Auswahlmannschaften des HVW berufen. Später wechselte Weckerle in die 2. Mannschaft des TV Bittenfeld und stand bereits mit 17 Jahren im Kader der 1. Mannschaft in der 2. Bundesliga. 2009 wechselte Weckerle zum VfL Waiblingen in die Oberliga. Ab 2011 spielte Weckerle für den Drittligisten TSB Heilbronn-Horkheim. 2013 wechselte Weckerle zurück zum VfL Waiblingen. Zur Saison 2015/16 wechselte Weckerle innerhalb der Oberliga zum TSV Neuhausen. Nachdem er in der Württemberg-Liga drei Jahre für die SG Schozach-Bottwartal gespielt hatte, wechselte er 2021 zur HSG Ostfildern. Im Oktober 2023 kehrte er zum TSV Neuhausen zurück.
Weckerle bekleidet die Position eines Rechtsaußen, wird aber auch als rechter Rückraumspieler eingesetzt.
Weckerle hat eine Ausbildung zum Finanzassistenten absolviert.